# Oberahr

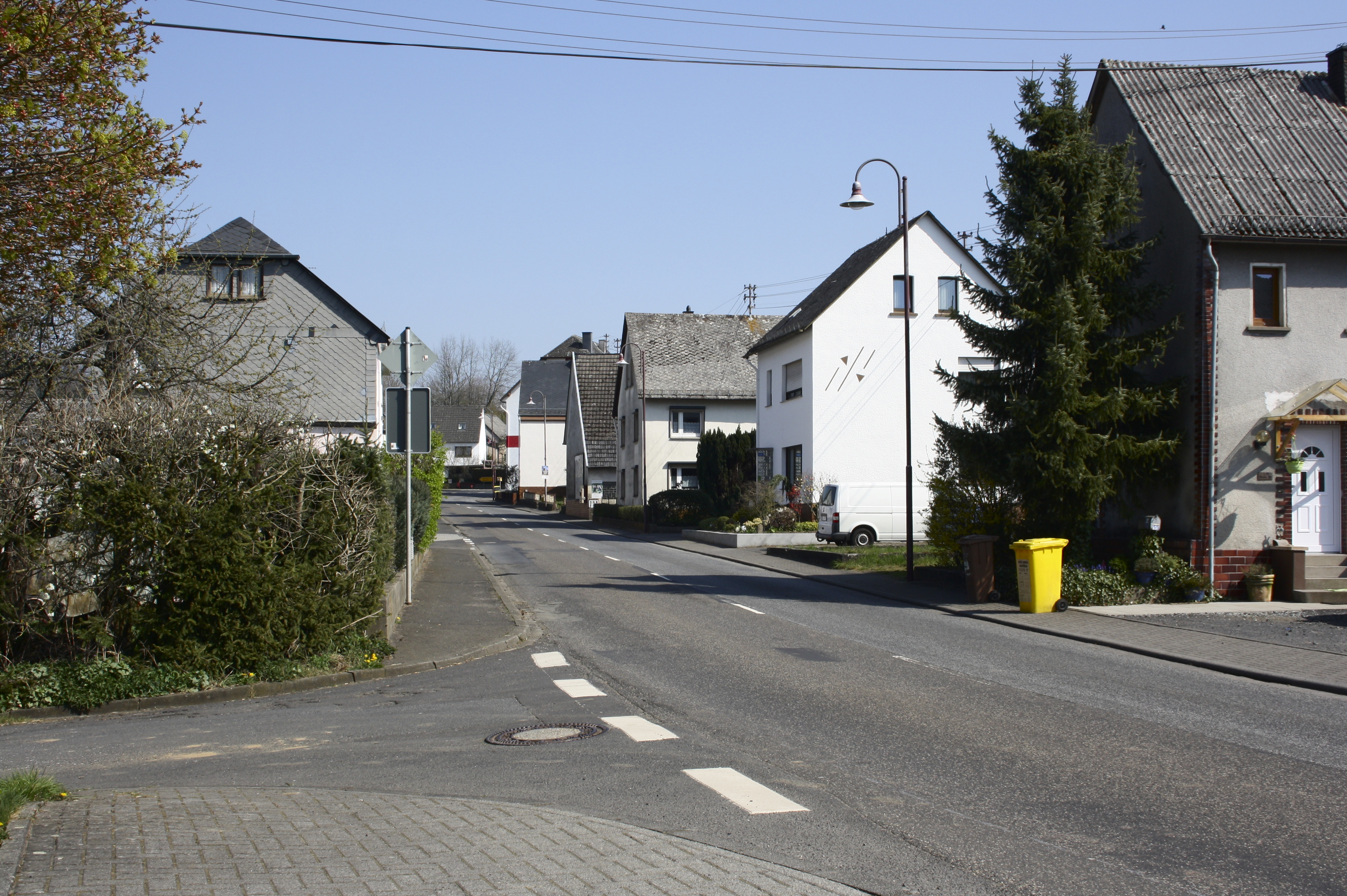
Die Hauptstraße in Oberahr (2020)

Oberahr ist eine Ortsgemeinde im Westerwaldkreis in Rheinland-Pfalz. Sie gehört der Verbandsgemeinde Wallmerod an.

## Geographische Lage
Die Gemeinde liegt im Westerwald zwischen Montabaur und Hachenburg. Durch den Ort fließt von Nord nach Süd der Ahrbach.

## Geschichte
Oberahr, 1490 Oberanre, liegt im Quellgebiet des Ahrbaches, der als Anara bereits 959 erwähnt ist. Er gibt der Gemeinde ihren Namen und durchfließt die Gemarkung Oberahr von Nord nach Süd. Oberahr stand im ehemaligen Niederlahngau seit früher Zeit im Kirchspiel und Gericht Meudt unter der Territorialherrschaft der Grafen zu Diez und Nassau. Durch die Diezer Verträge von 1564 kam das Kirchspiel Meudt an das Kurfürstentum Trier. 1806 wurde der Ort Teil des neugebildeten Herzogtums Nassau. Nach dessen Annexion 1866 kam Oberahr zur preußischen Provinz Hessen-Nassau.
Die Kirche wurde 1903 als Filiale von Meudt gebaut. 1694 wird eine Ölmühle in der Nähe des Orts erwähnt.
Kulturdenkmäler
→ siehe Liste der Kulturdenkmäler in Oberahr

## Politik

### Bürgermeister
Karsten Opper wurde am 21. Juni 2019 Ortsbürgermeister von Oberahr. Bei der Direktwahl am 26. Mai 2019 war er mit einem Stimmenanteil von 61,39 % für fünf Jahre gewählt worden. Er wurde im Juni 2024 wiedergewählt.
Oppers Vorgänger Georg Friedrich hatte das Amt 20 Jahre ausgeübt.

### Wappen
| Wappen von Oberahr | Blasonierung: „Von Silber und Blau gespalten durch Wellenschnitt, über einem blau-gold gespaltenen Dreiberg vorne ein rotes durchgehendes Kreuz, belegt mit einem goldenen Bischofsstab in einer Flamme endend. Hinten vor einer wachsenden goldenen Ähre ein wachsendes goldenes Buchenblatt.“ |
| Wappen von Oberahr | Wappenbegründung: Im Ortswappen ist der Ahrbach, und somit auch der Ortsname, mit der Spaltung durch Wellenschnitt symbolisiert. An die ehemaligen Landesherren Nassau und Trier erinnern im Ortswappen die nassauischen Wappenfarben Blau-Gold und das rote „Trierer Kreuz“ in Silber. Für Kirche und Patronat (Heiliger Blasius) steht im Ortswappen eine goldene Bischofskrümme, die in einer Flamme endet und so das Attribut bzw. den Blasiussegen symbolisiert. Die Bischofskrümme weist gleichzeitig aber auch auf den Trierer Krummstab hin. Die Oberahrer Berge und der Beulstein sind im Ortswappen heraldisch als blau-goldener Dreiberg dargestellt. Die Landwirtschaft und den Wald symbolisieren jeweils eine wachsende goldene Ähre und ein wachsendes goldenes Buchenblatt. |

## Wirtschaft und Infrastruktur

### Verkehr

#### Straßenverkehr
Direkt durch den Ort verläuft die Bundesstraße 255, die Montabaur und Rennerod verbindet.
Die nächste Autobahnanschlussstelle ist Montabaur an der Bundesautobahn 3 (Köln–Frankfurt am Main), etwa sieben Kilometer entfernt.

#### Busverkehr
Oberahr wird durch die Busse der Linie 116 (Montabaur – Westerburg – Rennerod) der Rhein-Mosel-Bus GmbH angefahren, diese verkehren von Montag bis Sonntag.

#### Schienenverkehr
Der Bahnhof Montabaur an der Schnellfahrstrecke Köln–Rhein/Main sowie der Unterwesterwaldbahn bietet Anschlussmöglichkeiten zum Fernverkehr in Richtung Frankfurt, Mainz/Wiesbaden und Köln sowie zur RB29 (Limburg (Lahn) – Diez Ost – Elz Süd – Montabaur – Wirges – Siershahn).

## Kirche
Die Kirche St. Blasius wurde 1903 erbaut. Ihre Orgel weist folgende Register auf:
| Pedal             | Man. I                | Man. II             |
| ----------------- | --------------------- | ------------------- |
| 1. Kontrabass 16′ | 13. Prinzipalbass 16′ | 27. Gedacktbass 16′ |
| 2. Subbass 16′    | 14. Prinzipal 8′      | 28. Prinzipal 8′    |
| 3. Prinzipal 8′   | 15. Gedackt 8′        | 29. Rohrgedackt 8′  |
| 4. Bourdon 8′     | 16. Flöten Celeste 8′ | 30. Gambe 8′        |
| 5. Oktave 4′      | 17. Oktave 4′         | 31. Oktave 4′       |
| 6. Flöte 2′       | 18. Rohrflöte 4′      | 32. Rohrflöte 4′    |
| 7. Mixtur 5f.     | 19. Nasard 2 2/3      | 33. Quinte 2 2/3    |
| 8. Fagott 16′     | 20. Superoktave 2′    | 34. Waldflöte 2′    |
| 9. Trompete 8′    | 21. Kornett 5f.       | 35. Terz 1 3/5      |
| 10. Klarine 4′    | 22. Mixtur 4f.        | 36. Piccolo 1′      |
| 11. I/P           | 23. Fagott 16′        | 37. Zimbel 3f.      |
| 12. II/P          | 24. Trompete 8′       | 38. Vox Celeste 8′  |
|                   | 25. Tremulant         | 39. Regal 16′       |
|                   | 26. II/I              | 40. Oboe 8′         |
|                   |                       | 41. Trompete 4′     |
|                   |                       | 42. Tremulant       |